# Budde & Goehde
Budde & Goehde war ein Unternehmen, das in Berlin und Eberswalde ansässig war und sich auf Artikel spezialisierte, die zu Kanalisation und Gasversorgung gehörten.
Ursprünglich handelten Budde & Goehde nur mit Kanalisationsmaterialien. Nachdem aber die Stadtentwässerung in Berlin planmäßig angegangen wurde, begannen sie die dazu benötigten  Produkte wie Rohre, Schachtdeckel, Hydranten, später aber auch Heizkörper, Ausgüsse und Herdplatten,  selbst herzustellen. Der Betrieb wurde bis zur Jahrhundertwende mehrmals erweitert. Das Unternehmen hatte im Jahr 1906 mehr als 200 Beschäftigte. Damals produzierte es etwa 7 Millionen Tonnen gusseiserner Waren.
Tassilo Goehde hatte, ehe er sich mit August Budde zusammentat, für Lohmann & Soeding gearbeitet.
Anlässlich des 50-jährigen Jubiläums der Firmengründung wurde 1928 eine Festschrift unter dem Titel Budde & Goehde GmbH Berlin und Eberswalde 1878-1928 von Gerhard Ringel veröffentlicht. Zwei Jahre später ging die Firma im Zuge der Weltwirtschaftskrise in Konkurs.

## Berlin
In Berlin war die 1878 gegründete Firma am Luisenufer ansässig. 
1889 bauten Budde & Goehde die erste private Gasanstalt in Berlin, deren Überreste im Köpenicker Hof erhalten geblieben sind. 

## Eberswalde
Die Eisengießerei in der Bergerstraße in Eberswalde wurde 1884 von Carl Augustini, einen sächsischen Fabrikbesitzer, gebaut und 1886 an August Budde und Tassilo Goehde verkauft. Bis zu 200 Mitarbeiter stellten dort vor allem Schachtdeckel her.
Die Gießereihalle gilt laut Denkmaltopographie als „dominanter Blickpunkt im Straßenbild“ und zeugt, ebenso wie die übrigen Gebäude des Komplexes, von der „einstigen Bedeutung der Bergerstraße als bevorzugter Industrie- und Gewerbestandort“. 1898 fügten Budde & Boehde dem Komplex eine Fabrikhalle an der vorderen Grundstücksgrenze hinzu, die im Obergeschoss Verwaltungs- und Sozialräume enthielt. Der zweigeschossige Bau aus gelben Ziegeln besitzt auf der Straßenseite große Segmentbogenfenster und in der Mitte einen flachen Risalit, der durch einen Schmuckgiebel und paarig angeordnete Fenster in Rundbogenfeldern hervorgehoben wird. Die Eckachsen trugen Turmaufsätze mit geschweiften Pyramidenhelmen. Gesimse, Stürze und Gebäudeecken sind rot abgesetzt. Auf der Ostseite des Gebäudes befand sich eine Pförtnerloge und das Werkstor, das mit schmiedeeisernen Gittern versehen war.
1899 erweiterten Budde & Goehde ihre Anlage erneut und fügten die Modelltischlerei und das Lager an der hinteren Grundstücksgrenze hinzu. Der teils drei-, teils zweigeschossige gelbe Ziegelbau mit flachem Satteldach trägt die Adresse Bergerstraße 22. Seine rundbogigen Fenster besitzen Verdachungen und weisen zum Teil noch die alte, kleinteilige Sprossung auf. Ein Gurtgesims gliedert die Fassade.
Ein Teil der Gebäude wurde später vom Imkerfachbetrieb Josef Schweier genutzt. Danach blieb das Areal für längere Zeit ungenutzt. Die Anlage in der Bergerstraße 22, 24, 25 und 26 ist mittlerweile denkmalgeschützt.

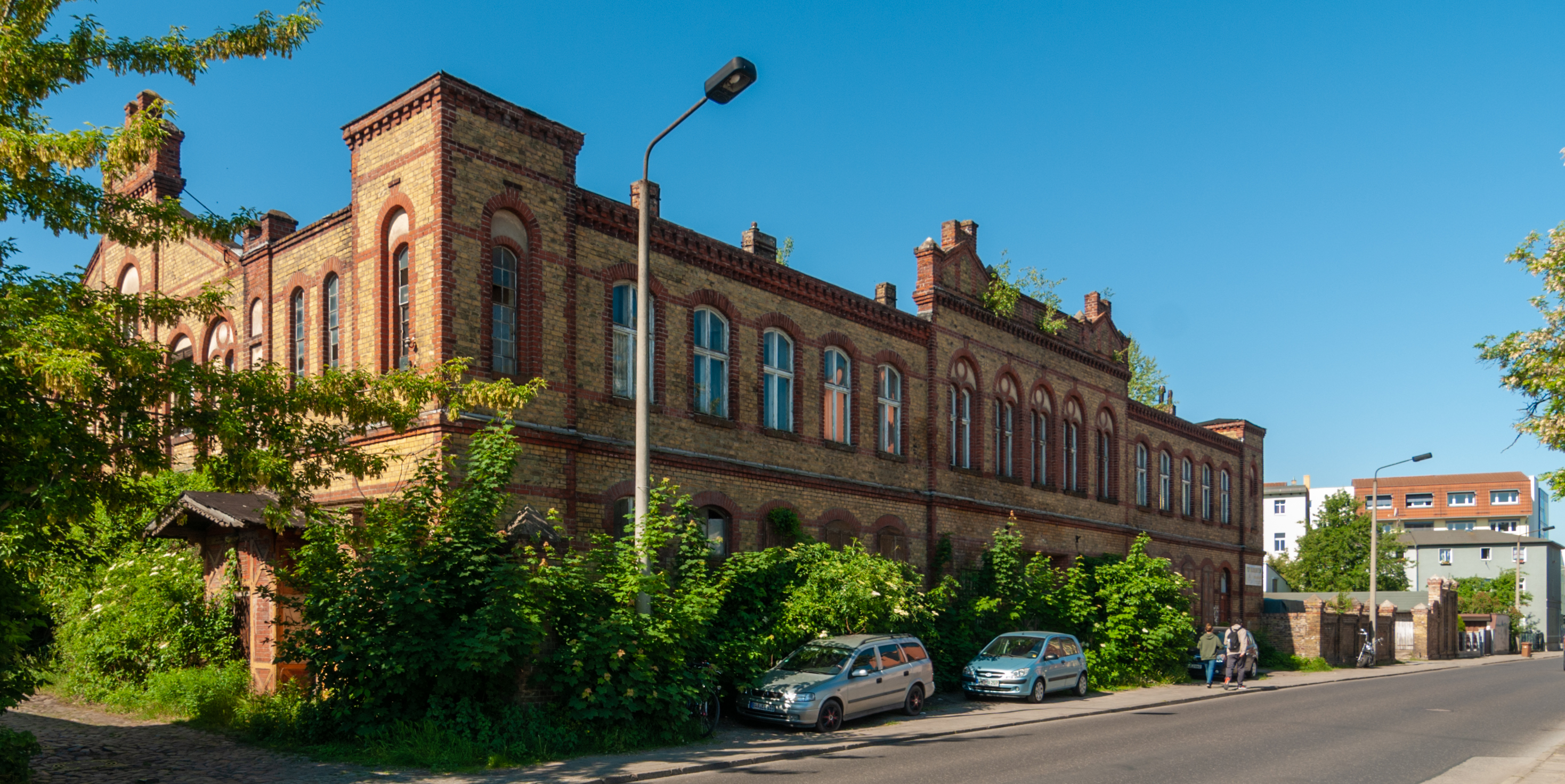
Straßenseite
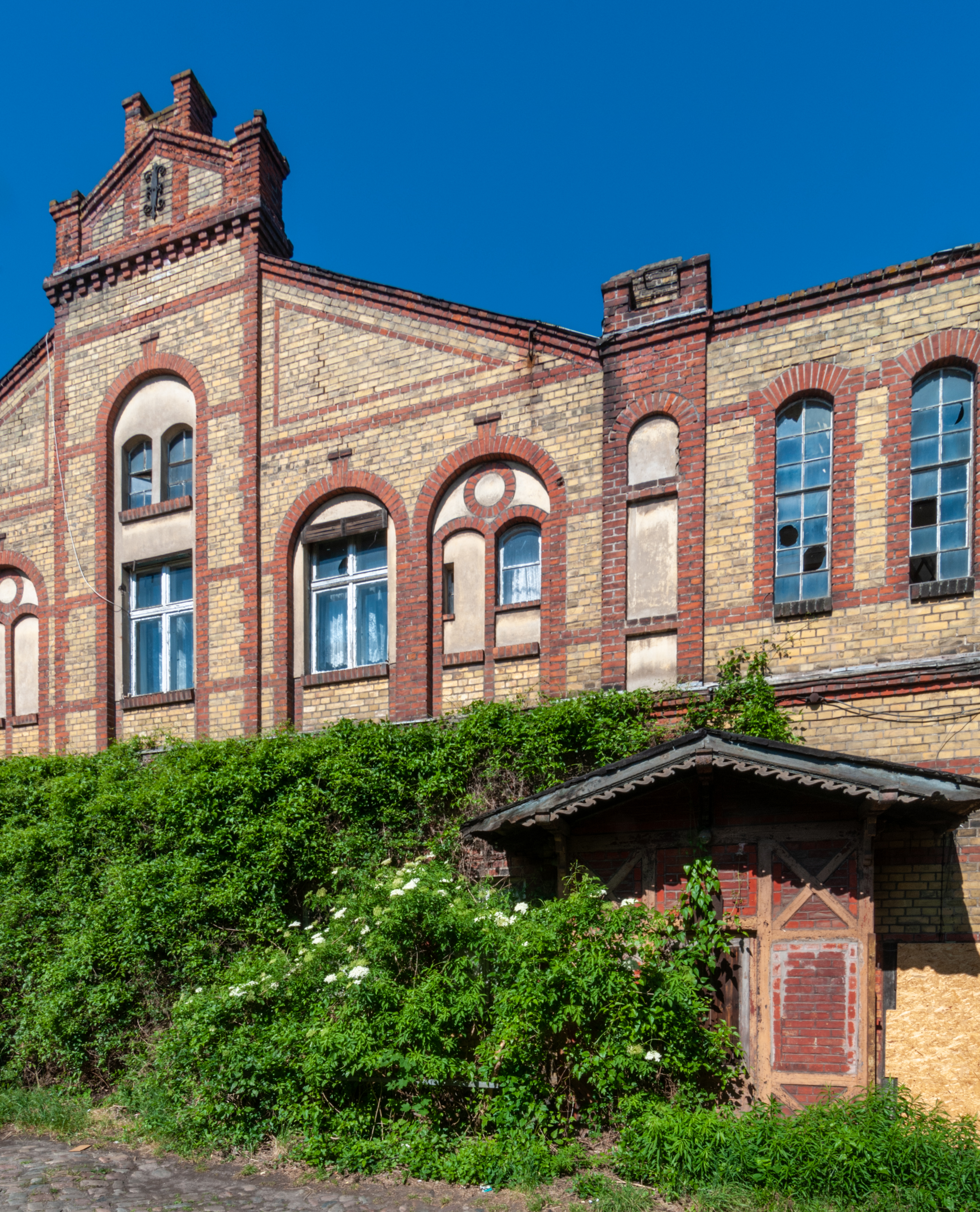
Fassade
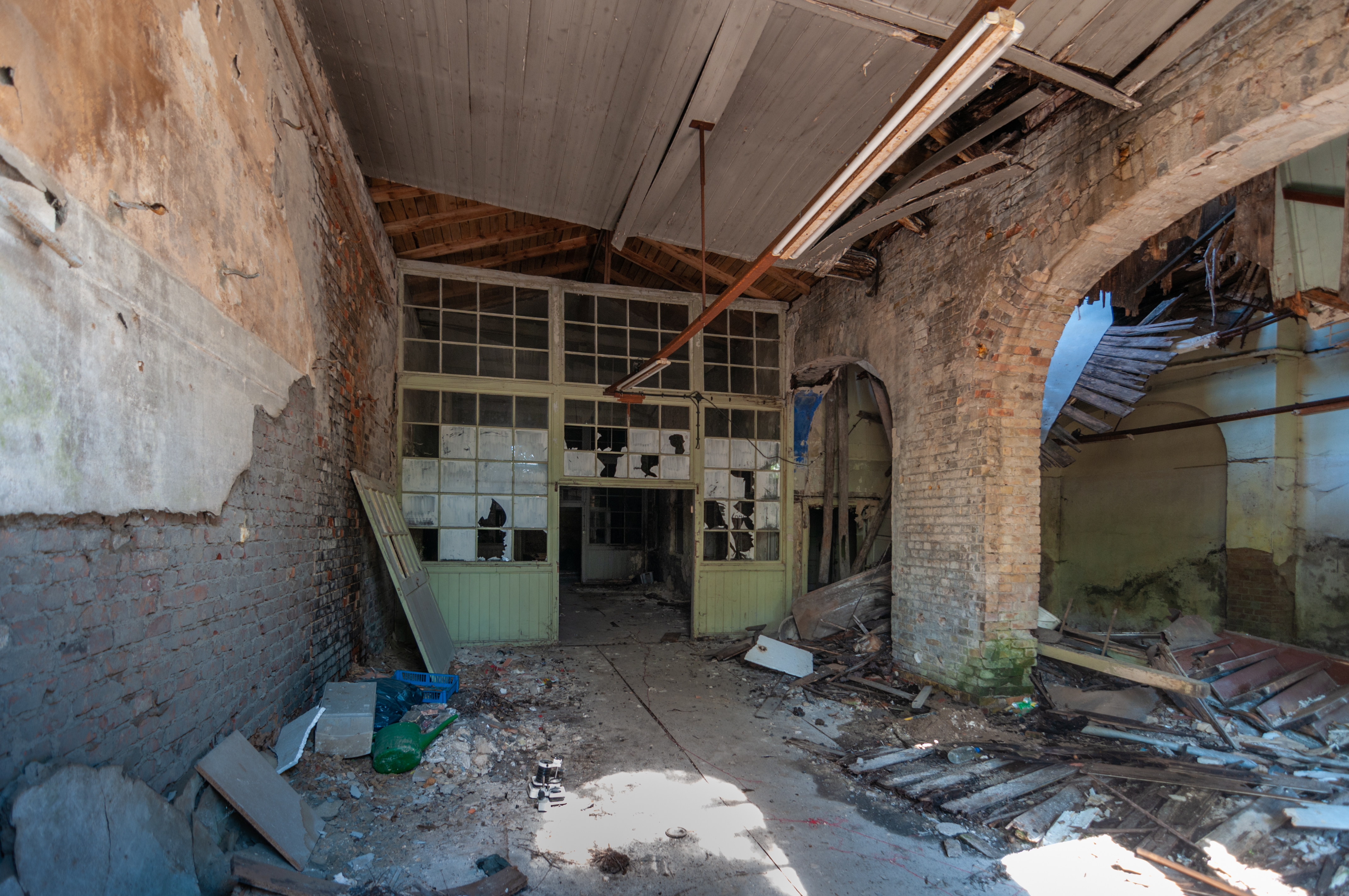
Inneres
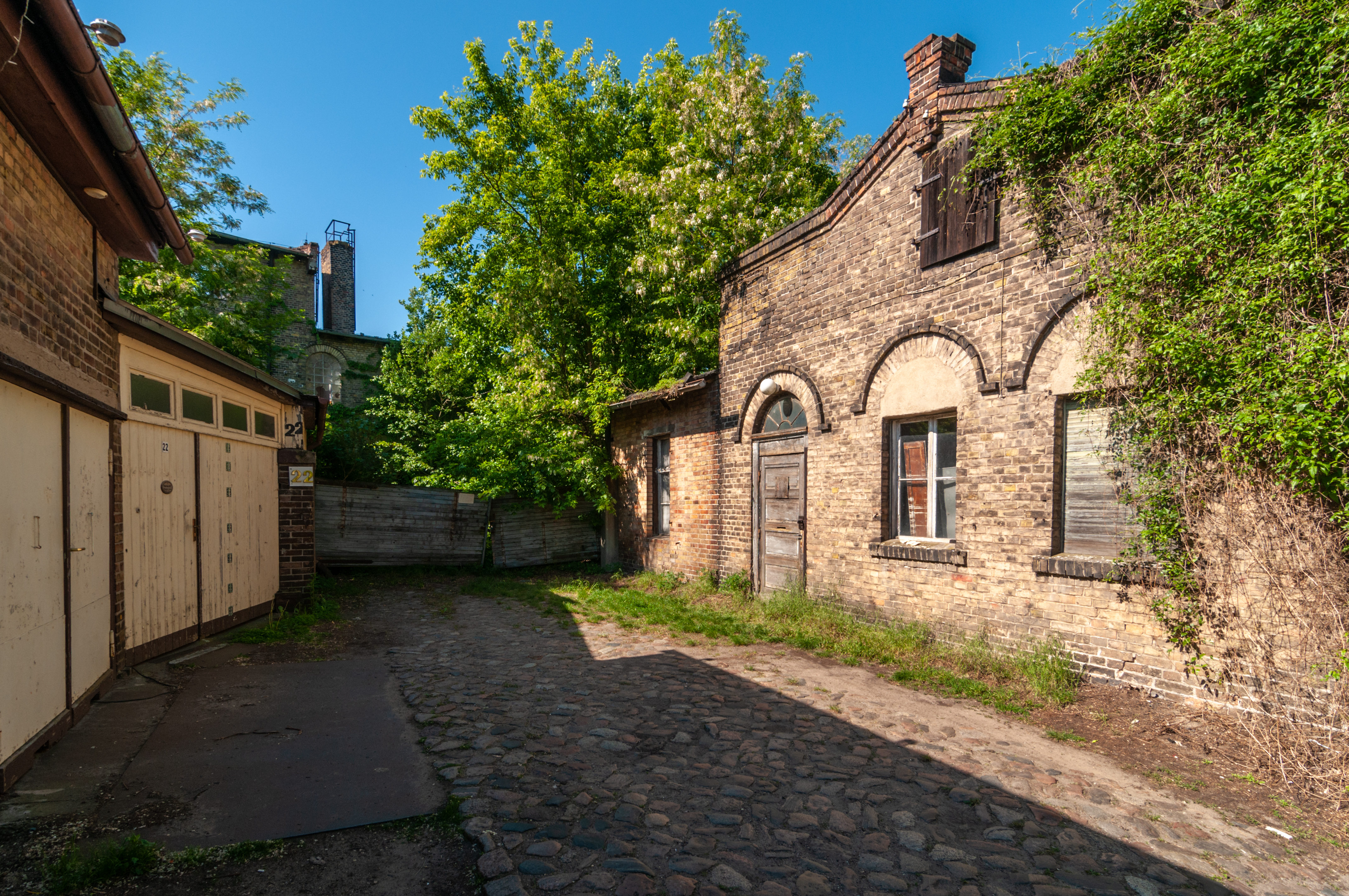
Betriebsgelände
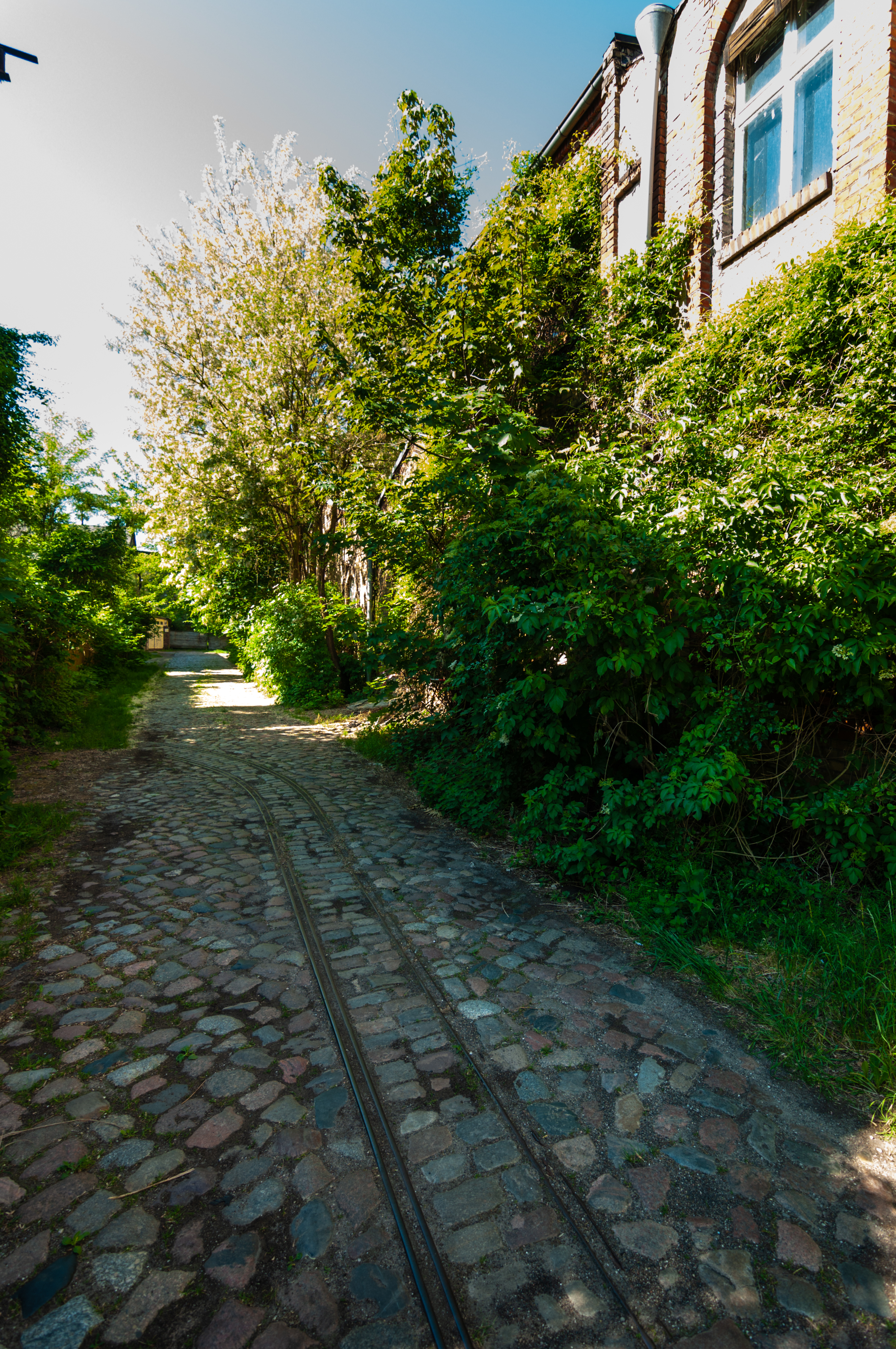
Gleisanlage

### Schachtdeckel von Budde & Goehde
1902 schilderte Friedrich König sehr detailliert die Konstruktion von Schachtdeckeln, die auch dem Schwerlastverkehr standhalten sollten: „Eine durchbrochene Abdeckung für Sichtschachte, wie sie in Berlin verwendet wird [...] ist mit einem Ringe offener Schlitze von 40 mm Breite versehen, die Auflageflächen des Deckels auf dem gusseisernen Rahmen sind gehobelt. Das Gewicht der Abdeckung samt Rahmen und der Verkleidung mit Eichenholzklötzen, sowie einschliesslich des innern, 3 mm starken Schmutzbleches beträgt 250 kg. Diese Schachtdeckel eignen sich für alle Strassen mit Lastwagenverkehr; die Holzverkleidung bezweckt die Milderung der von den Rädern der Wagen ausgehenden Stösse [...] Der Preis für diese Schachtabdeckungen, die von Budde & Goehde in Berlin (Luisenufer 4) sowie von R. Böcking & Co. (Hallberger Hütte bei Saarbrücken) bezogen werden können, beträgt 18 bis 20 Mk. für 100 kg.“ König erklärte auch, warum der Rahmen zwar quadratisch, der eigentliche Deckel aber rund sein sollte: Der Rahmen sei so besser in die Pflasterung der Straße einzufügen, während ein runder Deckel, anders als ein quadratischer, auch bei unvorsichtiger Handhabung niemals in den Schacht fallen könne.
Ein Schachtdeckel von Budde & Goehde in der Berliner Chausseestraße spielt eine Rolle in einem literarischen Werk. In ihrem Roman Drüben schildert die Autorin Renate Habets dessen Design: „Sie meinte, den Schriftzug im äußeren Kreis vor sich zu sehen: „Budde & Goehde Berlin S“, und den fünfzackigen Stern mit dem Firmenzeichen in der Mitte, umgeben von zwei geschlossenen Kreisen und drei durchbrochenen. Wunderschön hatten sie gearbeitet, früher.“

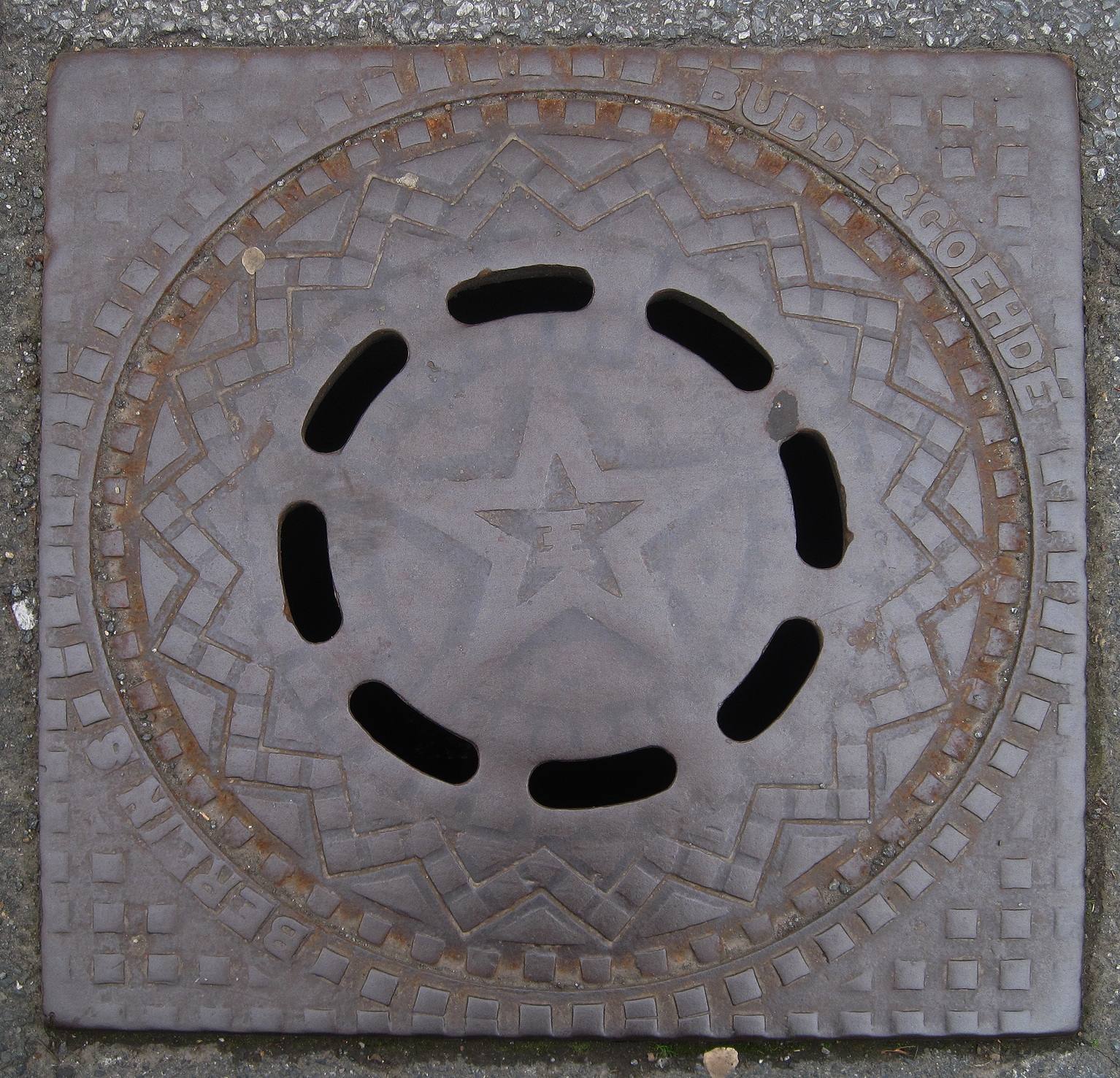
Schachtdeckel in Soest. Das Firmenzeichen in der Mitte stellt wohl ein doppeltes E für „Eisengießerei Eberswalde“ dar.
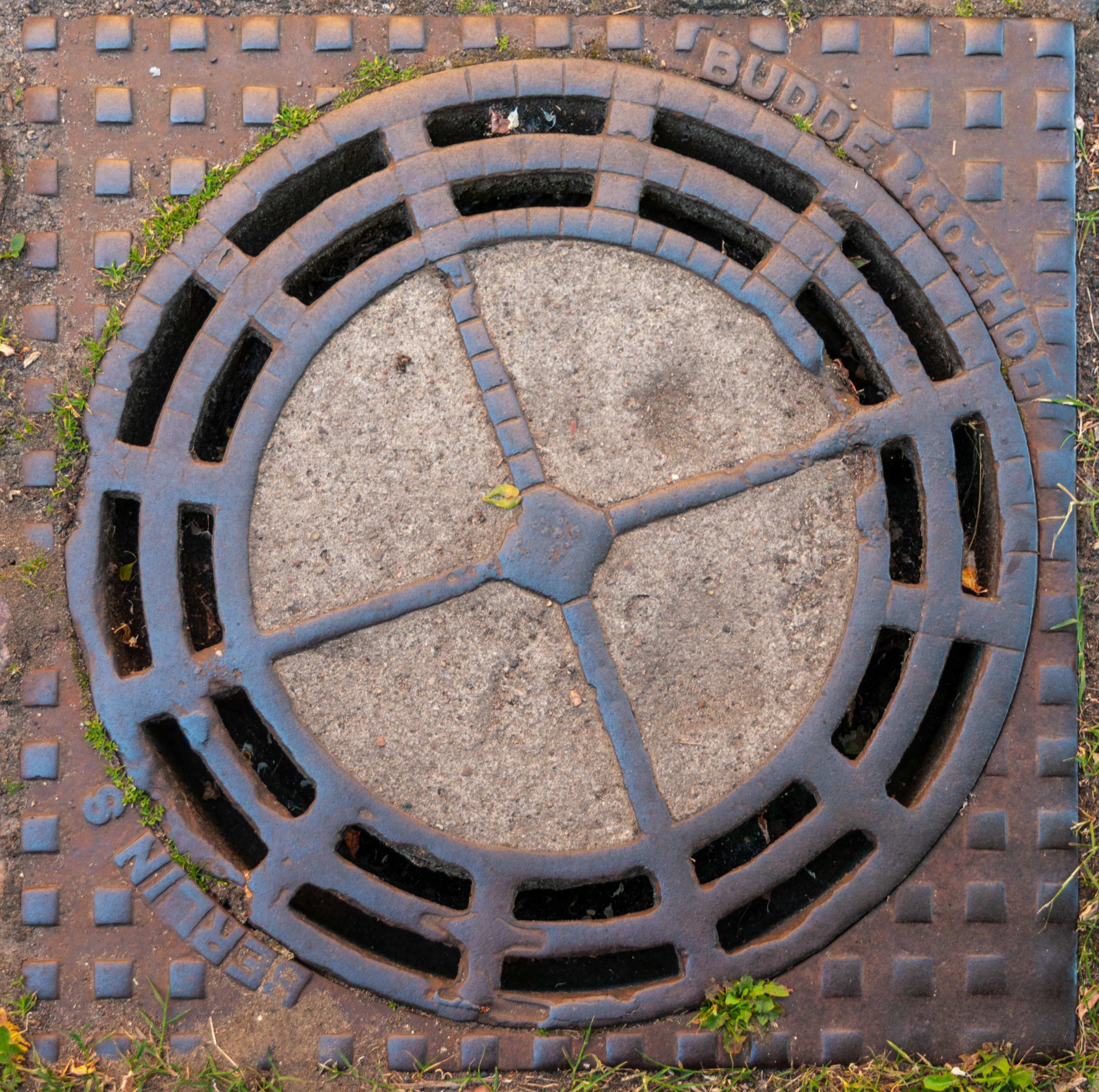
Mit Beton ausgegossener Schachtdeckel
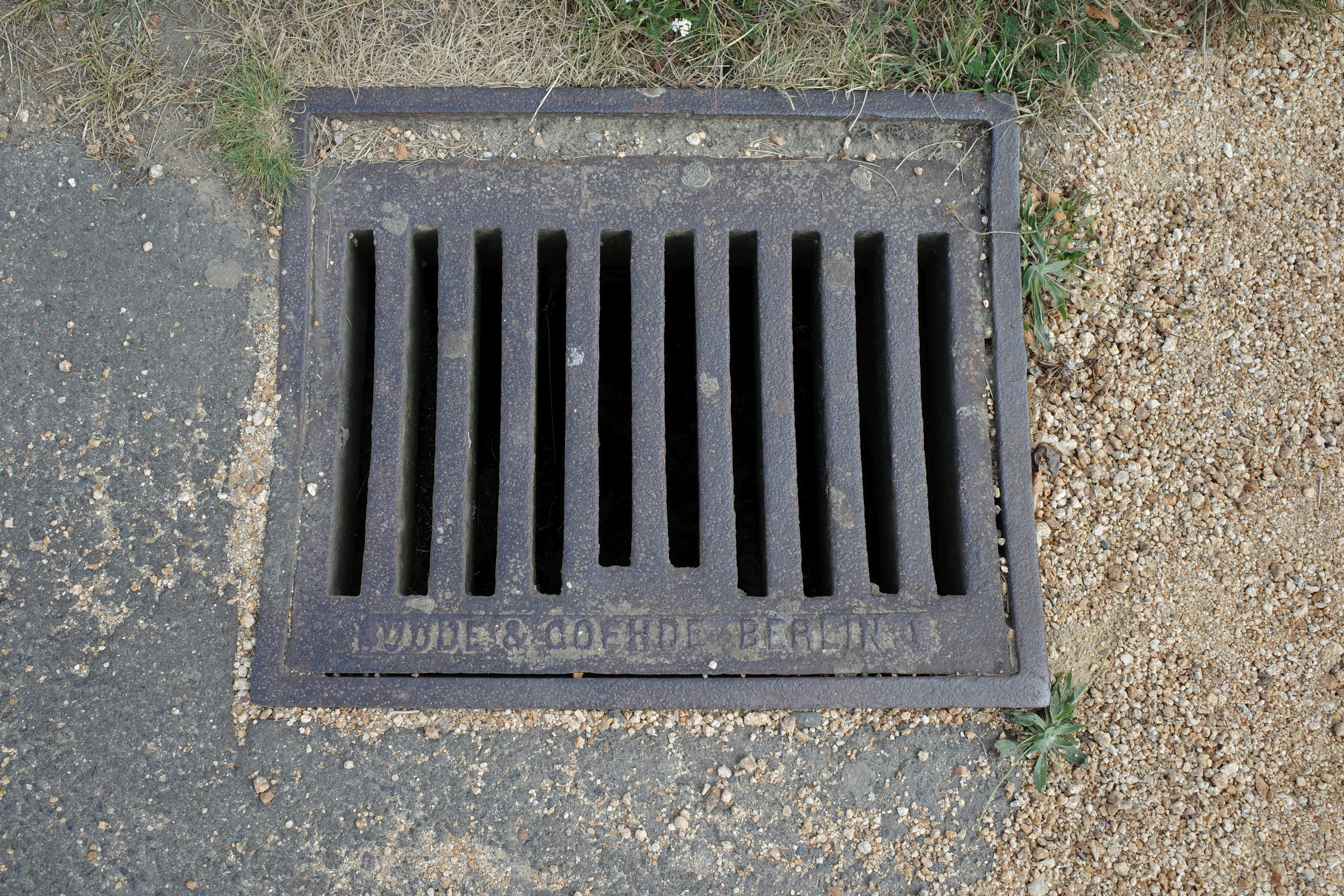
Schachtdeckel in Potsdam am Neuen Palais